# Vekoslav
Vekoslav je moško osebno ime.

## Izvor imena
Ime Vekoslav je novejša slovanska imenska zloženka, ki glede na sestvine približno ustreza imenu Alojz (ta naj bi po eni razlagi izhajal, podobno kot Ludvik, iz germanskega imena Hlodwig, Klodwig v pomenu »slavni boj«). Prvi člen imena Vekoslav -vek v pomenu besede »moč, sila« naj bi ustrezal starovisokonemškemu wîg »boj«, drugi člen -slav pa starovisokonemškemu hlût »slaven«, torej je pri imenu Vekoslav obrnjen vrstni red kot pri imenu Alojz.

## Različice imena
- moške različice imena: Slavko, Veka, Veki, Veko, Vekomir, Vekemir,  Vjekoslav
- ženske različice imena: Vekoslava

## Pogostost imena
Po podatkih Statističnega urada Republike Slovenije je bilo na dan 31. decembra 2007 v Sloveniji število moških oseb z imenom Vekoslav: 264.

## Osebni praznik
V koledarju je ime Vekoslav zapisano skupaj z imenom Alojzij.

## Zanimivost
Ime Vekoslav in njegove različice imajo predvsem priseljenci s hrvaškega ali srbskega jezikovnega področja in njihovi potomci.